# Alternative Chartbusters
Alternative Chartbusters ist das zweite Album der britischen Punkrock-Band The Boys. Es erschien am 17. März 1978 auf NEMS.

## Entstehungsgeschichte
Im Vorfeld des Albums erschien die Single Brickfield Nights b/w Teacher’s Pet. Zu Brickfield Nights wurde ein Promoclip gedreht, was zu dieser Zeit sehr ungewöhnlich war. Das Album selbst wurde von The Boys im Roundhouse Studio in London produziert, als Toningenieur Mark Dearnley anwesend war.
Die Lieder wurden überwiegend von Casino Steel und Matt Dangerfield geschrieben. Zum ersten Mal brachten sich allerdings Honest John Plain und Kid Reid beim Songwriting ein. Den Gesang teilten sich Dangerfield und Reid.
NEMS, die Plattenfirma der Boys, bekam kurz danach finanzielle Problem und schaffte es nicht, das Album rechtzeitig zur Tour zu veröffentlichen. Eine adäquate Vermarktung des Albums war dadurch nicht möglich. Die Probleme mit NEMS führten schlussendlich auch dazu, dass der Nachfolger To Hell with the Boys erst im November 1979 veröffentlicht wurde.
Die eigentliche Promotion für Alternative Chartbusters begann im Marquee Club, dem damaligen Mekka der Londoner Musikszene. Im Anschluss an die Party wurden The Boys von Radiomoderator John Peel eingeladen, eine zweite Session mit ihm aufzunehmen. Diese wurde am 15. Mai von BBC Radio 1 ausgestrahlt. Insgesamt drei Lieder des Albums (T.C.P., Brickfield Nights und Classified Susie) wurden gespielt.

## Titelliste
1. Brickfield Nights – 3:19
2. U.S.I. – 1:46
3. Taking on the World – 2:08
4. Sway – 1:17
5. Do the Contract Hustle – 2:04
6. Heroine – 4:35
7. Not Ready – 1:04
8. Classified Susie – 2:29
9. T.C.P. – 2:09
10. Neighbourhood Brats – 1:35
11. Stop Stop Stop – 2:19
12. Backstage Pass – 2:28
13. Talking – 1:22
14. Cast of Thousands – 3:17

### Versionen
Eine erste CD-Version, zusammen mit dem Debütalbum The Boys erfolgte 1993 über DoJo. 1999 erschien eine Veröffentlichung über Captain Oi! Records, die insgesamt sechs Bonustracks enthält, darunter die B-Seite Teacher’s Pet und ein Lied des Sideprojekts The Yobs. She’s No Angel ist eigentlich ein Track des Projektes The Rowdies, an dem sich Plain und Black beteiligten. Als weitere Musiker waren Alan Anger, ein Musikjournalist, Phil Spalding (Bass) und Mark Harrison (Klavier), beide Mitglieder der Band von Bernie Tormé, beteiligt. Die drei anderen Lieder wurden zum ersten Mal veröffentlicht.
1. Teacher’s Pet – 2:24
2. Schooldays – 2:26
3. Lies – 2:42
4. She’s No Angel – 3:26
5. You’re the Other Man – 3:16
6. Silent Night – 3:15

## Songinfos
Brickfield Nights, im März 1978 als Single veröffentlicht, ist neben First Time eines der bekanntesten Boys-Stücke. Brickfield ist eine Weidefläche im London Borough of Croydon. Der Text befasst sich mit einem verschlafen Nest, in dem nichts los ist und sich die Teenager immer am selben Ort treffen. Dangerfield blickte darin auf seine Jugendjahre in Leeds zurück. Bekannt wurde das Lied außerdem durch eine Coverversion der Toten Hosen auf ihrem Album Learning English Lesson One. Dangerfield selbst beteiligte sich an dieser Coverversion.
U.S.I. behandelt die Liebe zu einer Minderjährigen, die über ihr wahres Alter lügt. Das Lied wurde von Honest John Plain geschrieben.
Taking on the World, eine Komposition von Reid, handelt vom Erwachsenwerden.
Do the Contract Hustle ist eine ironische Satire auf die Wechselspiele im Musikgeschäft. Dabei spielt das Lied auf die eigenen Erfahrungen der Band an. Hustle ist sowohl ein Tanz (siehe Discofox), als auch das englische Verb to hustle (dt.: anrempeln, etwas schnell erledigen), außerdem auch ein Slangausdruck für leichten Betrug.
Classified Susi handelt von einer bisexuellen Frau, die ihren Ehemann betrügt.
Stop Stop Stop ist eine Coverversion eines Songs von The Hollies. Auch Sway (Quien Sera) ist eine weitere Coverversion, diesmal von Dean Martin.
T.C.P. ist die Abkürzung für Trichlorophenylmethyliodosalicyl, ein Antiseptikum, das in Großbritannien populär war. Im Text wird außerdem noch ein Bezug zu den Ramones hergestellt, da eine Textzeile Johnny Joey / Tommy Dee Dee / T.C.P. will leave you pimple free hey! lautet.
Backstage Pass handelt vom Niedergang der Punkszene und der Liebe zu einem Punkmädchen, die dadurch nicht erstirbt. Im Text findet man Querverweise auf Johnny Rotten (Sex Pistols), The Jam und The Boomtown Rats.

## Rezeption
Durch den Konkurs der Plattenfirma ging das Album zu seiner Zeit etwas unter. Es gilt heute als Meilenstein des Powerpops, einer etwas poppigeren Variante des Punkrocks. Hervorgehoben wird oft die saubere Produktion, die stellenweise an Phil Spectors Wall of Sound erinnert.